# 아르치나초로마노
아르치나초로마노(이탈리아어: Arcinazzo Romano)는 이탈리아 라치오주 로마현에 위치한 코무네다. 로마로부터, 동쪽 50km 거리에 있다.
트라야누스 황제가 사냥시에 머물렀던, 로마시대의 저택의 폐허가 남아있다.